# 阿德里安·贝尔纳韦
阿德里安·贝尔纳韦·加西亚（2001年5月26日—），是一名西班牙足球运动员，场上司职中前卫，現效力于意乙球队帕爾馬。

## 俱乐部生涯
贝尔纳韦是西班牙人青训出品，后来转投同城死敌巴塞罗那的青训学院拉玛西亚。2018年夏天，贝尔纳韦加盟英超球队曼城。他最初是一名前腰，但后来转型成为了一名中前卫。贝尔纳韦曾在曼城与拜仁慕尼黑的国冠杯季前赛中代表一线队替补登场，也在曼城与谢斯伯利的英联锦比赛中代表U-21青年队首发登场。2018年9月25日，在曼城与牛津联的联赛杯比赛中，贝尔纳贝在第76分钟时替补上场，完成了一线队正式比赛首秀。